# Петрова Ольга Миколаївна
Ольга Миколаївна Петрова (10 лютого 1942, Червоногвардійське на Уралі) — українська художниця (живопис, графіка), кандидат мистецтвознавства (1974), доктор філософських наук (1993), член Національної спілки художників (з 1976) , Заслужена діячка мистецтв України (2006) , Почесний академік Національноі  академіі мистецтв Украіни (04.08. 2024, посвідчення № 59) , учасниця вітчизняних та закордонних виставок, кураторка виставок митців України за кордоном. Авторка монографій та понад 550 статей з історії та теорії образотворчого мистецтва.

## Життєпис
Народилася 10 лютого 1942 року в селищі Червоногвардійське на Уралі. Мати — Зоя Олександрівна Рожанська — архітектор. Батько — Микола Іванович Петров — інженер, молодший лейтенант. Загинув у бою на острові Пушкарському (поблизу Хортиці) в 1943 році..
У 1950 р. починає отримувати художнє виховання під впливом матері та викладача художньої студії Б. М. Піаніди.
1948 р. — перші відвідини вистави «Лускунчик» у Великому театрі опери та балету (Москва). 1959 року закінчує київську середню школу № 61 (Київ).
1960 року працює копіювальницею, техніком-архітектором у Київпроекті. Входить до кола обдарованих молодих архітекторів: Вадима Гречини, Віктора Сусського, Тараса Довженка, Анатолія Суммара, Юрія Євреїнова. Знайомиться з Віктором Некрасовим, Авраамом Мілецьким, Григорієм Кочуром. Бере приватні уроки малювання у Г. О. Хижняка та знайомиться з системою імпресіонізму.
1961–1965 рр. — навчання на факультеті графіки Українського поліграфічного інституту ім. І. Федорова (київське вечірнє відділення). Знайомиться з персоналіями авангардного мистецтва.
1962 року починає діяльність ілюстратором в часописах Києва.
1963 р. — знайомство та величезне потрясіння від особистості Сергія Параджанова. Його влив на формування творчої поведінки, свобідної волі.
1966 р. — перша подорож до Грузії, Вірменії. Знайомство з Сіран Давидівною — матір'ю С. Параджанова. Захист дипломного проєкту — ілюстрації до роману Сервантеса «Дон Кіхот».
1968 р. — початок роботи над ілюстраціями (туш, перо) до «Божественної комедії» Данте. Початок експонування графіки на художніх виставках Києва.
1971 р. — завершення роботи над дантівською серією (літографія) та публікація композицій у «Всесвіті». В ідеологічному відділі ЦК КП України ілюстрації кваліфіковано як сюрреалізм. Негласна заборона видавництвам надавати роботу ілюстраторці. Вимушений від'їзд з Києва, вилучення з художнього процесу України. Вступ до аспірантури Всесоюзного інституту історії мистецтв Міністерства культури СРСР (Москва). Праця над дисертаційним дослідженням «Данте Аліг'єрі в тлумаченні художників» («Божественна комедія» в образотворчому мистецтві XIV—XX ст."). Керівник — доктор мистецтвознавства А. Чегодаєв.
Ілюстрації Ольги Петрової до “Божественної комедії” .
1974 р. — захист кандидатської дисертації, здобуття наукового ступеня кандидата мистецтвознавства. Повернення на Україну. Створення декорацій для балету «Лускунчик» у Київському державному театрі опери та балету. Початок роботи в галузі художньої критики та історії мистецтва. Публікації у всесоюзних часописах «Искусство», «Творчество», «Образотвоче мистецтво» та ін.
1975–1994 рр. — доцент кафедри режисури Київського державного інституту культури ім. О. Корнійчука.
1976 р. — вступ до Спілки художників СРСР.
1979 р. — початок роботи над циклом акварелей «Квіти України». Літографії до «Божественної комедії» Данте придбано Державним музеєм книги та книгодрукування.
1982 р. — виконання обов'язків ученого секретаря «Шекспірівської комісії» при АН УРСР. Участь у Шекспірівських наукових конференціях (Москва).
1982–1989 рр. — член Правління товариства «Україна — Індія».
1989 р. — народження Музи — П'єти. Відхід від графіки — початок експонування станкового живопису.
1993 р. — захист докторської дисертації «Функціонування етнохудожньої традиції в професійному образотворчому мистецтві», здобуття ступеню доктора філософії. Голова комісії з питань культури товариства «Україна-Ізраїль». Автор концепції, тексту каталога виставки «Нісайон» (єврейська тема в мистецтві України).
1994 року присвоєно звання професора кафедри теорії та історії культури Київського державного інституту культури.
1994–1995 рр. — голова комісії «Культура та мистецтво» програми «Трансформація гуманітарної освіти в Україні». Член Наглядової ради Центру сучасного мистецтва (Дж. Сороса). Член правління Товариства «Україна — Ізраїль».
З 1995 р. — професор кафедри культурології та археології Національний університет «Києво-Могилянська академія».
1996 р. — член Вчених рад Інституту філософії Національної академії наук України та НаУКМА. Читання лекцій з теорії сучасного українського мистецтва в Національній художній академії в Софії (Болгарія).
1998 року присвоєно звання академіка Академії гуманітарних наук (Санкт-Петербург). Член Спеціалізованої Вченої Ради Національного університету ім. Тараса Шевченка. Розробка концепції та підготовка виставки «Ноїв Ковчег»(у проекті «Мистецтво України XX століття»).
1999 р. — участь у культурологічному проєкті «Творчі заходи за програмою «Україна в Австрії»: автор концепції «літньої школи-семінару з проблем українсько-австрійських зв'язків у просторі культурологічних знань» (лекція «Стиль Сецесіон у контексті «філософії підсвідомого»). Головний експерт та організатор виставки «Золоте коло»: Найвищі досягнення сучасного українського мистецтва.
2001 р. — Розробка концепції виставки «Перехрестя»: До 10-ї річниці незалежності України (Відень, Австрія, куратор у співпраці з Тамарою Лі).
2000–2005 рр. — член Комітету з Національної премії України імені Тараса Шевченка.
2006 року присвоєно почесне звання Заслужений діяч мистецтв України.
2006 р. — Премія журналу «Сучасність» та Ліги українських меценатів за мистецтвознавче дослідження «Данте Аліг’єрі у XX столітті».
2000-2014 рр. — член Спеціалізованої Вченої ради Національної музичної академії України ім. П. І. Чайковського.
2013–2025 рр. — головна наукова співробітниця Інституту проблем сучасного мистецтва(ІПСМ АМУ)
10 лютого 2022 року мисткиня відмітила 80-річчя,  влаштувавши виставку  в галереї «Митець» і висловивши своє творче кредо: «Мистецький ідеалізм: колір втілює Бога як світло. Фізичний аспект кольорів виявляє ідеальні сутності буття людства. Кольоропис — шлях до бачення «духовним зором». Як зазначає преса, «В ювілейну експозицію «Одвічне» увійшли роботи художниці різних творчих періодів, де гармонійно переплелися чимало яскравих сюжетів та ситуацій. У картинах вона звертається до тем пошуку власного «я», подолання викликів долі, важливого вибору.» 
В 2024 р. присвоєно почесне звання  — Почесний академік Національноі академіі мистецтв Украіни .

## Участь у групових виставках
1975 р. —  Дні культури Києва у Флоренції. Літографія до «Божественної комедії» Данте Аліг'єрі. Флоренція.
1981 р. —  Перша «Виставка-ярмарок» Живопис на склі на Андріївському узвозі. Київ.
1990 р. —  «Українські художники про Індію». Участь у груповій виставці з французькими художниками. (Лорг).
1991 р. —  Українські митці у Японії, Отару.
1992 р. — «Vita Nova» Живопис.
1993 р. —  «Традиції Малевича». Живопис. Музей історії Києва. Виставка «Нісайон» (єврейська тема в мистецтві України).
1994 р. —  «Арт-контрапункт» (програма «Музик фест'94») — автор концепції, плаката та учасник виставки Державний музей українського образотворчого мистецтва. Київ
1996 р. —   «Чорнобиль: десять років опісля» Нью-Йорк, США, «Трієнале живопису. Софія'96».Болгарія.
1997 р. —  «Видатні художниці України» Галерея «Лавра». Київ.
1999 р. —  «Нитка Аріадни».Живопис. Київ; «Шосте відчуття». Живопис. Геттінген, Німеччина. 
2000 р. —  «Українські митці». Живопис. Муніципальна галерея «Чінка», Анкара, (Туреччина). 
2001 р. —  «Перехрестя». Живопис. До 10-ї річниці незалежності  Україна, Відень, Австрія.
2004 р. — «Мистецьке «Так» Помаранчевій революції. Спілка художників України. Київ 
2004 р. — «Міжнародний пленер у Коктебелі «Виноград, виробництво, вино». «Український дім».Київ. 
2004 р. — «Українське мистецтво». Живопис. Скульптура. Інсталяція. «Центр мистецтв». Магдебург, Німеччина.
2006 р. — «Бієнналє «Маріна-2006». Живопис. «Морська галерея». Одеса. 
2007 р. —  «Земля обетованная». Живопис. За сприяння Посольства Держави Ізраїль. Галерея «Фокстрот». Київ. 
2007 р. — «Грамаріна — 2007». Живопис. «Морська галерея». Одеса. 
2007 р. — «Територія душі». Живопис. Галерея Пласт-арт. Чернігів.
2010 р. — «Розмова про Данте». Графіка. Національний музей Тараса Шевченка. Київ. 
2011 р. — «Територія душі». Живопис. Музей Сучасного мистецтва Пласт-арт.. Чернігів. 
2013 р. — «Тбілісі – любов моя». Живопис. Галерея «Триптих-арт». Київ. 
2013 р. — «Радість садів». Живопис. Галерея «Мистецька збірка». Київ. 
2014 р. — «Територія душі». Живопис. Музей Сучасного мистецтва Пласт-арт.. Чернігів. 
2014 р. — «Тбілісі – любов моя». Живопис. Національний музей Грузії. Тбілісі. 
2014 р. — «Живописна сюїта». Живопис. Міністерство закордонних справ України. Київ. 
2015 р. — «Норвегія». Живопис. Національний музей мистецтв імені Богдана та Варвари Ханенків. Київ 
2016 р. — «Кольоровий вертеп». Живопис Галерея «АВС-арт». Київ, 
2017 р. — «Викрадення Європи або ігри з Биком». Живопис. Національний музей мистецтв імені Богдана та Варвари Ханенків. Київ. 
2017 р. — Світ побачила новаторська експозиція «Чоловіки і Я». Музей Художніх інновацій. Берлін.
2022 р. — Рік тривоги (живопис). Національний музей Т,Г, Шевченка. Київ.
2024 р. — Концентрація волі (живопис, графіка, скульптура). Виставковий зал Національноі академіі мистецтв Украіни Київ.
2024 р.—  Під одним небом (живопис, графіка, скульптура).The National Art  Center (Tokyo). Національний музей «Київська картинна галерея».  Київ.

## Персональні виставки
1990 р. — «Знак часу». Живопис. Спілка письменників України. Київ, Україна.
1991 р. — «Монотипії». Арт-генез галерея. Калькутта, Індія.
1992 р. — «Живопис». За програмою «Зірка Давида»; «Пам'яті С. Параджанова»; «Алегорії». Спілка художників України. Київ, Україна.
1992 р. — «Зірка Давида». Живопис. Художній музей. Чернівці, Україна.
1994 р. — «Бог є любов». Живопис. Мистецький центр Міністерства культури та мистецтв України.  Київ, Україна.
1995 р. — «Маски». Живопис. Галерея «Бланк-Арт». Київ, Україна.
1996 р. —— «Клоун». Живопис. Інсталяція. Галерея «Ірена». Київ, Україна.
1997 р. — «Рай». Живопис Національний художній музей України. Київ, Україна; Національний музей, Львів, Україна; Художній музей, Тернопіль, Україна.
1998 р. — «Вишня для Олі». Живопис. Інсталяція. Галерея «Ірена». Київ, Україна.
1998 р. — «Рай». Живопис. Посольство України в Австрії. Відень, Австрія.
1999 р. — «Нитка Аріадни». Живопис. Галерея «L-art». Київ, Україна
1999 р. — «Шосте відчуття». Живопис». Центр «Muza». Геттінген, Німеччина.
2000 р. — «Живопис О. Петрової». Книгарня "Мистецтво". Київ, Україна.
2001 р. — «Іспанія без кориди». Галерея "Університет". Київ, Україна; Галерея «Пласт-Арт»,  Чернігів, Україна.
2002 р. — «Діалоги». Національний університет «Києво-Могилянська академія». Галерея. Київ, Україна.
2002 р. — «Збулося літо». Живопис. Ювілейна виставка. «Український Дім». Київ, Україна.
2003 р. — «Сонячно». Живопис. Галерея «Ірена». Київ, Україна.
2003 р. — «Іспанія твоя і моя». Живопис. Національний музей мистецтв імені Богдана та Варвари Ханенків. Київ, Україна.
2004 р. — «Оаза». Живопис. Інсталяція. Державний музей літератури України. Київ, Україна.
2004 р. — «Презентація книги «Мистецтвознавчі рефлексії» та художня виставка «Сорок градусів у затінку». Живопис. Видавничий дім «КМ Академія», Культурно-мистецький центр НаУКМА. Київ, Україна.
2004 р. — «Жовто-блакитне». Живопис. Галерея «Кейхан». Осака, Японія. Культурно-мистецький центр «Муза». Осака, Японія.
2005 р. — «Сестра самурая». Живопис. Національний музей мистецтв імені Богдана та Варвари Ханенків. Київ, Україна. Чернігівський обласний художній музей. Чернігів, Україна.
2005 р. — «Метафізика кольору». Живопис. Галерея «Пласт-арт». Чернігів, Україна.
2006 р. — «Його Величність — колір». Живопис. «Морська галерея». Одеса, Україна.
2007 р. — «Схід — горизонталь». Живопис. Національний музей мистецтв імені Богдана та Варвари Ханенків. Київ, Україна.
2007 р. — «Райський вертеп». Живопис. Галерея «Триптих». Київ, Україна.
2008 р. — «Червоно-синьо-жовте». Живопис. Галерея «Боттега». Київ, Україна.
2009 р. — «Французька провінція». Живопис. Національний музей мистецтв імені Богдана та Варвари Ханенків. Київ, Україна.
2010 р. — «Французька Рів'єра: Живопис». Галерея «Коло-Заспа». Київ, Україна.
2010 р. — «Живопис Ольги Петрової». Ресторан «Фабі», Музейна вулиця Гіза. Токіо, Японія.
2010 р. — «Пейзаж України: Живопис». Культурно-мистецький центр «Муза». Осака, Японія.
2011 р. — «Японія. Вчора та сьогодні». Живопис. Виставка — громадянська акція на підтримку постраждалих у Фукусіма. Галерея «Коло». Київ, Україна.
2012 р. — «Інші береги». Живопис. Ювілейна виставка. Національний музей «Київська картинна галерея». Київ, Україна.
2013 р. — «Тбілісі — любов моя». Живопис, графіка, есей. Галерея Триптих-арт. Київ, Україна.
2013 р. — «Радість садів». Галерея «Мистецька збірка». Київ, Україна.
2014 р. — «Тбілісі – любов моя». Національний музей мистецтв Грузії. Тбілісі, Грузія.
2014 р. — «Живописна сюїта». Міністерство закордонних справ України. Київ, Україна.
2015 р. — «Норвегія». Національний музей мистецтв імені Богдана та Варвари Ханенків Київ, Україна.
2016 р. — «Кольоровий вертеп». Галерея «АВС-арт». Київ, Україна.
2017 р. — «Викрадення Європи або ігри з Биком». Національний музей мистецтв імені Богдана та Варвари Ханенків. Київ, Україна.
2017 р. — «Викрадення або ігри з  Биком» Живопис. Національний музей мистецтв ім. Богдана та Варвари Ханенків. Київ
2018 р. — «Wordless» Живопис. Гал. «Триптих - Арт» Київ.
2018 р. — «Інші береги»  Живопис. Національний музей мистецтв у Львові ім. Андрія Шептицького.
2019 р. — «Радість садів» Живопис. Гал  «Мистецька збірка» Київ.
2021 р. — «Венеція. Карнавал Фелліні» Живопис. Національний музей  «Київська  картинна галерея».
2022 р. — «Одвічне» Живопис. Виставковий зал «Мистець» СХУ Київ.

## Нагороди і гранти
- 1995 — Грант Дж. Сороса на видання персонального каталогу
- 1997 — Грант Дж. Сороса на участь у Міжнародній виставці у Софії, Болгарія
- 2005 — Заслужений працівник освіти України
- 2006 — Заслужений діяч мистецтв України
- 2006 — Премія журналу «Сучасність» за мистецтвознавче  дослідження «Данте Аліг'єрі в XX столітті».
- 2006 — Премія Ліги українських меценатів за книгу «Данте Аліг'єрі в XX столітті».

## Мистецтвознавчі праці
- Петрова О. Експресивний Конструктивізм Вадима Меллера : Каталог виставки "Пригоди Авангарду. Вадим Меллер, Ніна Генке-Меллер, Ніна Вєтрова-Робінсон". — Київ : НХМУ, 2004. — С. 5-37.
- Ольга Петрова. Мистецтвознавчі рефлексії: історія, теорія та критика образотв. мистецтва 70-х років XX ст. – початку XXI ст. : зб. ст. — Київ : КМ Академія, 2004. — ISBN 966-518-236-6
- Ольга Петрова. «Комедія» Данте Аліг'єрі. Мистецький коментар  ХIV-XX століть : текст укр., англ.). — Київ : Факт, 2009. — ISBN 978-966-359-310-4
- Ольга Петрова. Третє Око. Мистецькі студії.2015.  Петрова О. Третє Око: Мистецькі студії: моногр. зб. ст. — Київ : Фенікс. — ISBN 978-966-136-283-2
- Петрова О.М. Миттєвості приватного життя. — Київ : Основи, 2016. — ISBN 978-966-500794-4
- Петрова О.М. Другие берега Евгения Волгина : (збірка фотографій). — Київ : Фенікс, 2016.
- Петрова О.М. Мистецький Київ 1990-х. Реконструкція. — Київ : Publish Pro, 2019. — ISBN 978-617-7765-06-5
- Художник Ольга Петрова в текстах сучасників / упор. О. Петрова ; Ін-т проблем сучас. мистец. НАМ України. — Київ : Фенікс, 2020. — ISBN 978-966-136-756-1
- Петрова О.М. Японія. З Хіравати  під голос флейти. Культурологічна розвідка. — Київ : Дух і Літера, 2024. — 216 с.